# 奈良県道155号多武峯見瀬線
奈良県道155号多武峯見瀬線（ならけんどう155ごう とうのみねみせせん）は、奈良県桜井市から橿原市に至る一般県道である。

## 概要
桜井市大字八井内から橿原市見瀬町に至る。
桜井市大字西口から高市郡明日香村上までの区間が長らく未通であったが、2009年（平成21年）12月18日に開通した。当道路の開通によって、高市郡明日香村から多武峰（多武峯）、さらに奈良県道37号桜井吉野線を経て吉野郡吉野町、ふるさと農道を経て宇陀市と結ばれ、奈良県東部の観光地へのアクセス改善が期待される。ただし、竜門山地北嶺の標高が概ね250 - 490 m程度の場所を通るため勾配が大きく、冬季は積雪のため通行には注意を要する。さらに、石舞台古墳から多武峯へのハイキングコースと交差するため歩行者の横断にも注意が必要である。

### 路線データ
- 起点：桜井市大字八井内（八井内交差点、奈良県道142号生駒停車場宛木線）
- 終点：橿原市見瀬町（岡寺駅前交差点、国道169号交点）

## 路線状況

### 重複区間
- 奈良県道15号桜井明日香吉野線（高市郡明日香村大字上居 - 高市郡明日香村大字島庄・石舞台古墳前交差点）

### 道路施設

#### 橋梁
- 細川橋（冬野川、高市郡明日香村）
- 高市橋（飛鳥川、高市郡明日香村）

## 地理

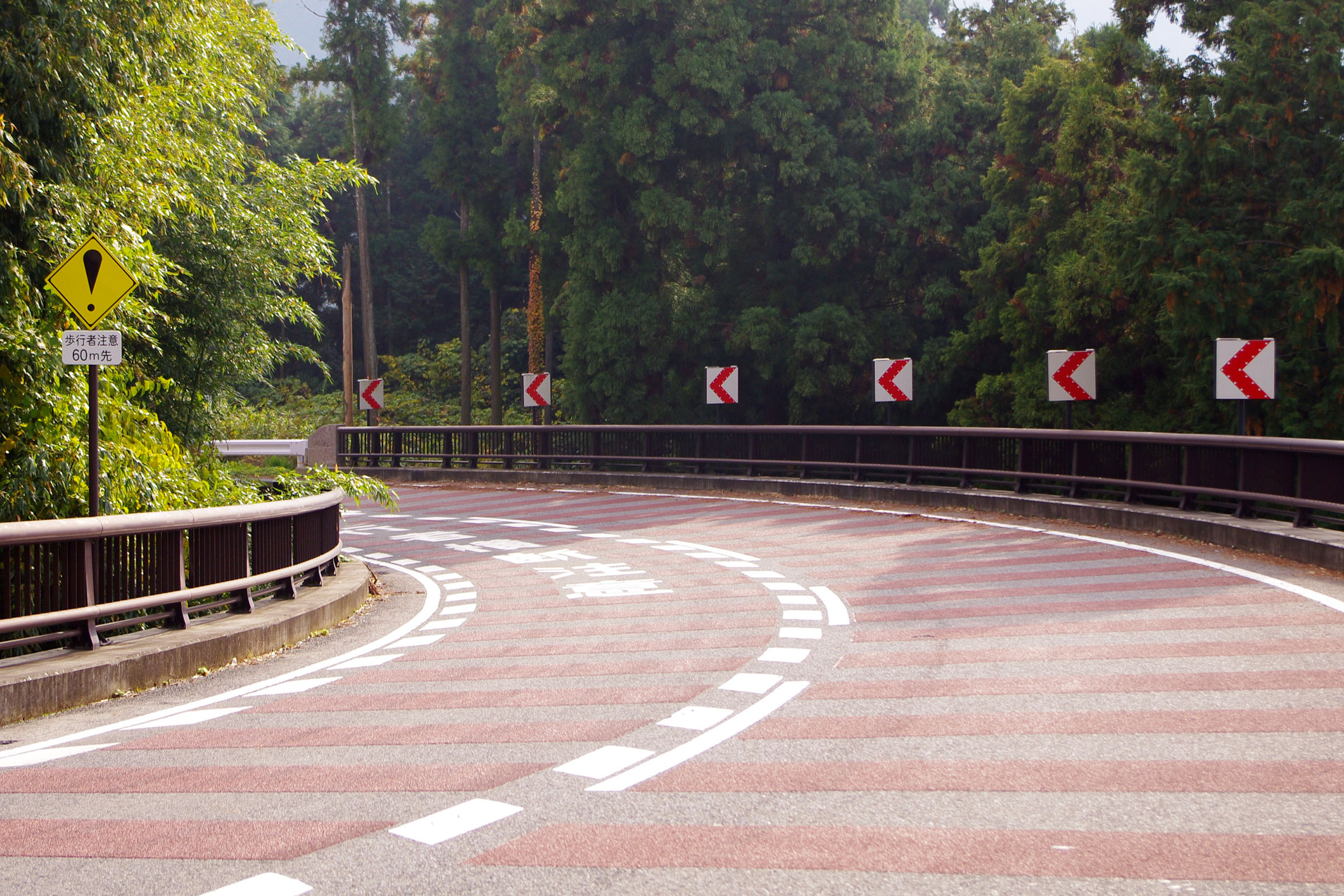
多武峰（多武峯）付近。左側に歩行者への注意を促す標識がある

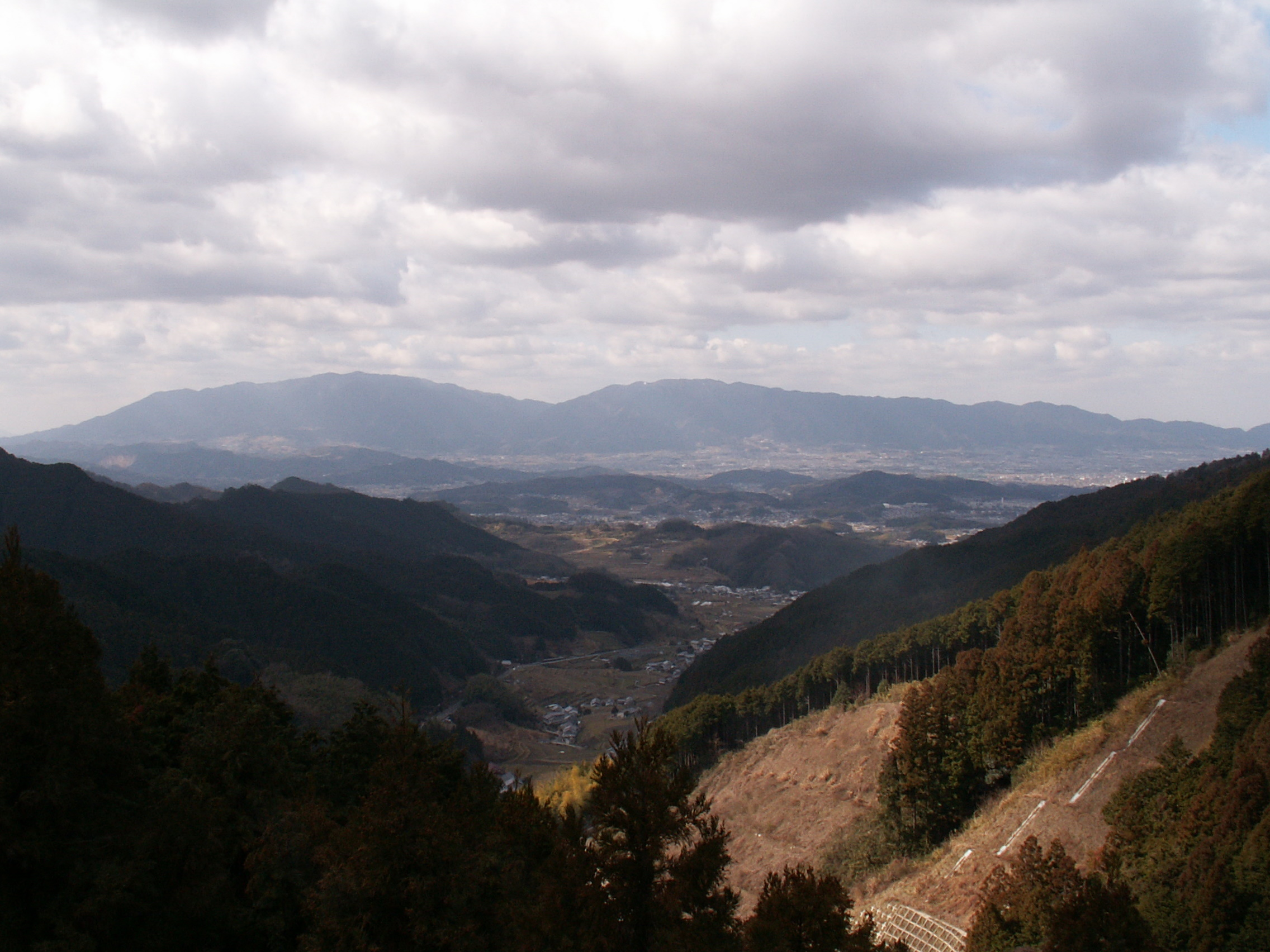
県道155号から西を望む
奥が金剛山地

### 通過する自治体
- 奈良県
  - 桜井市 - 高市郡明日香村 - 橿原市

### 交差する道路
| 交差する道路                              | 市町村名 | 市町村名 | 交差する場所 | 交差する場所          |
| ----------------------------------------- | -------- | -------- | ------------ | --------------------- |
| 奈良県道37号桜井吉野線                    | 桜井市   | 桜井市   | 大字八井内   | 八井内交差点 / 起点   |
| 奈良県道15号桜井明日香吉野線 重複区間起点 | 高市郡   | 明日香村 | 大字上居     |                       |
| 奈良県道15号桜井明日香吉野線 重複区間終点 | 高市郡   | 明日香村 | 大字島庄     | 石舞台古墳前交差点    |
| 奈良県道209号野口平田線                   | 高市郡   | 明日香村 | 大字川原     | 亀石前交差点          |
| 国道169号                                 | 橿原市   | 橿原市   | 見瀬町       | 岡寺駅前交差点 / 終点 |

### 沿線
- 談山神社
- 石舞台古墳
- 明日香村役場
- 川原寺跡
- 亀石
- 近鉄吉野線 岡寺駅